# Valea Vinului, Satu Mare
Valea Vinului (maghiară Szamosborhíd) este satul de reședință al comunei cu același nume din județul Satu Mare, Transilvania, România. Este situat pe DJ193.